# Ortwin Renn
Ortwin Renn, född 26 december 1951 i Schmidtheim i dåvarande Västtyskland, är en tysk sociolog, ekonom och hållbarhetsforskare. 
Ortwin Renn var från 1986 till 1992 professor i miljövetenskap vid Clark University i Worcester, USA. År 1992–1993 var han gästprofessor vid institutionen för miljövetenskap vid Eidgenössische Technische Hochschule Zürich, och 1994–2016 professor i teknik- och miljösociologi vid Stuttgarts universitet. 
Renn är en internationellt erkänd riskforskare med banbrytande verk kring risk governance. Sedan 2012 är han chef för Center for Interdisciplinary Risk and Innovation Research vid Stuttgarts universitet och talesperson för Helmholtz Alliance ”Framtida infrastrukturer för energiförsörjning – på väg till hållbarhet och socialt ansvar” (tillsammans med Armin Grunwald). Perioden 2013 till 2016 var han också dekan vid fakulteten för ekonomi och samhällsvetenskap vid Stuttgarts universitet. Han utnämndes till hedersdoktor vid Mittuniversitetet 2020.